# 三木鉄夫
三木 鉄夫（みき てつお、1898年10月16日 - 1979年4月18日）は、日本の機械工学者・航空工学者。大阪府立大学・大阪工業大学名誉教授。工学博士（大阪大学）。元大阪帝国大学工学部航空学科創設者・教授。関西の航空工学研究の第一人者の一人。弟は衆議院議員を務めた三木喜夫。
専門は、航空工学・飛行機設計、流体力学・機械構造力学。

## 略歴
兵庫県姫路市出身。1923年東北帝国大学卒業後、愛知時計電機航空機部門（のちの愛知航空機）で海軍関係の飛行機の設計製作に携わる。同社とドイツのハインケル社の提携により、ドイツ留学を経験。日本語による航空工学の著書第1号として、1932年「航空工学」(太陽堂）を出版（のちの第2号は川西航空機・小野正三より出版）。1938年大阪帝国大学工学部に航空学科を創設し、同大学教授。1953年工学博士（大阪大学）。その後、大阪府立大学（現：大阪公立大学）工学部機械工学科教授として航空コースを担当し、同大学航空工学科創設に協力。同大学工業短期大学部長などを経て、大阪府立大学名誉教授。その後、大阪工業大学工学部に移り、機械工学科教授、機械工学教室を担当。1976年大阪工業大学名誉教授。
大阪大学・大阪府立大学・大阪工業大学にて、初期の航空機械工学（のちの航空宇宙工学）研究・育成に貢献した。
主な所属学会は、日本機械学会、日本航空学会（現：日本航空宇宙学会）、日本航空技術協会、大日本飛行協会（現：日本航空協会）など。

## 主な著書
- 航空工学（単著、太陽堂1932、学術書）
- 飛行機設計 -上巻・下巻（単著、東学社1940、学術書）
- 航空宇宙工学概論 - 初版/再訂版（単著、森北出版1965/1979、学術書）
- 最新基礎構造力学 -1/2/3（共著、森北出版1974-1976、学術書）

## 主な研究
- 飛行機のカタパルト射出の研究
- 低速・短距離離着陸飛行機の研究：テ号飛行機の開発 - 神戸製鋼所との共同研究
- ファウラーフラップの採用による前縁隙間翼（スラット）および補助翼
- 滑走板の水抵抗に就て[8]
- 立体の外形の表現に2次曲線の利用[9]。